# Rise of the Wise
Rise of the Wise är det ungerska power metal-bandet Wisdoms fjärde och sista studioalbum, utgivet i februari 2016 på NoiseArt Records.
Det är bandets första och enda album med trummisen Tamás Tóth, som ersatte Balázs Ágota. Gitarristen Máté Bodor spelade på albumet, men hoppade av bandet strax efter inspelningen och före skivsläppet. Han ersattes av Anton Kabanen (Beast In Black, ex-Battle Beast).
Joakim Brodén (Sabaton) gästsjöng på titelspåret. En textvideo till "Ravens' Night" spelades in.

## Låtlista
1. "Over the Wall" (instrumental) – 1:05
2. "Ravens' Night" – 4:03
3. "My Heart Is Alive" – 5:00
4. "Hunting the Night" – 4:02
5. "Hero" – 3:07
6. "Through the Fire" – 4:25
7. "Nightmare of the Seas" – 3:25
8. "Believe in Me" – 3:32
9. "Secret Life" – 3:09
10. "Welcome to My Story" – 4:26
11. "Rise of the Wise" – 6:00

## Medverkande
Musiker
- Gábor Nagy – sång
- Gábor Kovács – gitarr
- Máté Bodor – gitarr
- Máté Molnár – basgitarr
- Tamás Tóth – trummor

Bidragande musiker
- Joakim Brodén – sång
- Tim Phillips – berättarröst

Produktion
- Gábor Kovács – producent, inspelningstekniker, mixning, mastering
- Bence Brucker – inspelningstekniker (kör)
- Gyula Havancsák – omslagskonst
- Krisztina Mate – foto